# Melinščak
Melinščak je bio umjetni pritok potoka Medveščaka. Nalazio se u Zagrebu u djelu Tkalčićeve i Kožarske ulice krajem 19.st i početkom 20.st. 
Služio je za potrebe mlinarima i kožarima da pomoću vodene energije pokreće strojeve za obradu brašna ili kože.